# Military Commissions Act

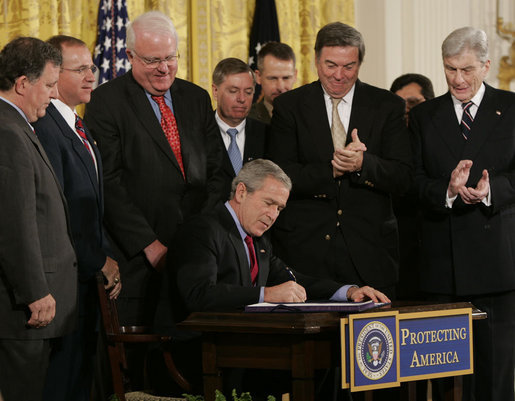
Präsident George W. Bush beim Unterzeichnen des Military Commissions Act im East Room des Weißen Hauses

Der Military Commissions Act (Gesetz über Militärkommissionen) ist ein US-amerikanisches Bundesgesetz, das den rechtlichen Status sogenannter „ungesetzlicher feindlicher Kombattanten“ regelt. Es wurde am 28. September 2006 vom Kongress verabschiedet und am 17. Oktober 2006 von Präsident George W. Bush unterzeichnet, wodurch es in Kraft trat. Wegen seiner Einschnitte in fundamentale Grundrechte wurde das Gesetz bereits während seiner Entstehungsphase scharf kritisiert. Das Gesetz lässt etwa offen, nach welcher Zeit gegen einen Gefangenen Anklage erhoben werden muss. Daher ist nach dem Gesetz eine unbegrenzte Haftdauer ohne Anklageerhebung oder Prozess möglich. Dabei hat die inhaftierte Person keinerlei Recht, auf irgendeine Art gegen diese Behandlung vorzugehen.

## Entstehung
Nachdem der Oberste Gerichtshof der Vereinigten Staaten die Behandlung von im Krieg gegen den Terror gefangenen Personen durch die US-Regierung in mehreren Präzedenzfällen (u. a. Hamdan v. Rumsfeld) für ungesetzlich befunden hatte, befand sich die Bush-Regierung in einem Dilemma. Das Gesetz wurde daher mit dem Zweck geschaffen, die bis dahin weithin betriebene Praxis des unbegrenzten und ungesetzlichen Festhaltens als „feindlich“ eingestufter Ausländer auf eine legale Basis zu stellen. Damit machte die Regierung faktisch Praktiken zum Gesetz, die das oberste Gericht zuvor als grundsätzlich illegal bewertet hatte.

## Regelungsbereich
Im Wesentlichen regelt das Gesetz, dass von den Behörden als „ungesetzliche Kombattanten“ eingestufte Personen von Militärkommissionen verurteilt werden können. Diese sind nicht den Verfahrensregeln eines ordentlichen Strafgerichts unterworfen, auch die Verfahrensordnung für Militärgerichte, das Gesetz über die einheitliche Militärgerichtsbarkeit (Uniform Code of Military Justice, UCMJ), ist nur zum Teil nachgebildet. Insbesondere steht den Angeklagten nur ein beschränktes Recht auf Vertretung durch einen Rechtsanwalt zu, und das Beweismaterial der Anklage braucht nur in Auszügen offengelegt und durch die Verteidigung geprüft werden. Das Unmittelbarkeitsgebot der Beweisführung ist ebenfalls eingeschränkt durch die unbedingte Zulassung auch von einem Beweis vom Hörensagen.
Die Verwertung unter Folter erzwungener Aussagen ist zwar untersagt – da die USA jedoch die „Erweiterten Verhörmethoden“ (englisch Enhanced/harsh/coercive/military interrogation techniques) eine eigene Definition geschaffen haben, die offiziell nicht als Folter gilt, ist die Wirksamkeit dieses Verbots fraglich. Zudem gilt das Verbot nicht, wenn der Angeklagte selbst eines Folterdelikts verdächtigt wird.
Weiterhin ist festgelegt, dass „ungesetzliche Kombattanten“ kein Recht haben, vor ordentlichen Gerichten der USA gegen ihre Behandlung zu klagen oder sich auf die Genfer Konventionen zu berufen. Ihnen steht gegen eine Entscheidung der Militärkommission lediglich ein Sonderrechtsweg offen:
- Hinsichtlich Verfahrensrügen kann ein Rechtsbehelf auf (teilweise) Wiederverhandlung bei der Einberufungsstelle für Militärkommissionen[2] gestellt werden, diese Stelle kann jedoch auch einen bestehenden Ausspruch „aus gutem Grund“ abändern oder aufheben.
- Der Ausspruch einer Militärkommission kann vor einem militäreigenen Überprüfungsgericht für Militärkommissionen[3] angefochten werden. Dieses wird vom Verteidigungsminister besetzt und ist noch nicht eingerichtet.
- Bei Ausschöpfen dieser Anfechtungsmöglichkeiten ist eine revisionsähnliche Appellation statthaft, und zwar ausschließlich vor dem Bundesappellationsgericht für DC[4] lediglich hinsichtlich Rechtsfehler im Verfahren oder gemessen an der US-Verfassung.[5]

## Anwendbarkeit auf US-Bürger
Das Gesetz zielt grundsätzlich auf Personen, die nicht Staatsbürger der USA sind. Es ist unter Juristen umstritten, in welchem Umfang das Gesetz auf US-Bürger anwendbar ist. Die prinzipielle Anwendbarkeit ergibt sich aus der Definition des “illegal enemy combatant”: Nach Abschnitt 948a(1) des Gesetzes ist ein „ungesetzlicher feindlicher Kombattant“ (unter anderem) wie folgt definiert:

„(i) a person who has engaged in hostilities or who has purposefully and materially supported hostilities against the United States or its co-belligerents […]“

„eine Person, die sich an feindlichen Aktivitäten gegen die USA oder ihre Verbündeten beteiligt hat oder diese absichtlich und materiell unterstützt hat […]“

Nach vorherrschender Ansicht ist diese Formulierung auch auf US-Bürger anwendbar, was der Kongress auch explizit bestätigt habe. Zudem sei der Begriff „feindliche Aktivitäten“ im Gesetz selbst nicht definiert und daher von der Regierung frei auslegbar (sogenannte Generalklausel oder Unbestimmter Rechtsbegriff, umgangssprachlich auch Gummiparagraph). Das Gesetz erlaube der Regierung daher, beliebige Personen (auch US-Bürger) zu inhaftieren und unter den oben angeführten Bedingungen von einem Militärgericht verurteilen zu lassen. Die Bedeutung für US-Bürger wird allerdings dadurch begrenzt, dass die Einschränkung des Rechts auf Haftprüfung (Habeas Corpus) in Abschnitt 7 des Gesetzes auf Ausländer (aliens) beschränkt ist. Daher hätte ein US-Bürger in jedem Stadium das Recht, seine Inhaftierung unter dem Gesetz durch ein Zivilgericht überprüfen zu lassen. Die Anwendbarkeit auf US-Bürger ist nach anderen Meinungen auch durch Abschnitt 948(b) eingeschränkt, weil die Zuständigkeit der Militärgerichte dort ausdrücklich auf Ausländer beschränkt wird. Die Möglichkeit der Inhaftierung von Amerikanern als „illegal enemy combatant“ sei dadurch allerdings nicht beeinträchtigt.
Dieser Aspekt ist auch insofern relevant, als die US-Regierung in der Vergangenheit bereits mehrere US-Bürger als „ungesetzliche Kombattanten“ inhaftiert hat (z. B. José Padilla und John Walker Lindh).
Unter den vollen Anwendungsbereich des Gesetzes fallen – neben allen Ausländern – sowohl die etwa fünf Millionen illegal in den USA lebenden Emigranten als auch Green-Card-Inhaber, da sie nicht die US-Staatsbürgerschaft besitzen.

## Praxis
In der Praxis hat das Gesetz nicht die erforderliche Rechtssicherheit und geordnete Verfahren geschaffen, was im Wesentlichen an überlappenden Tatbeständen und wiederholt auftauchenden Generalklauseln liegt. Seine Anwendung bereitet Juristen durchweg Schwierigkeiten, so dass sein Vollzug durch Militärangehörige fragwürdig erscheint. Als Reaktion auf die Grundsatzentscheidungen des Obersten Gerichts vermochte es nicht eine Verurteilung der früheren Beschwerdeführer zu ermöglichen. Im Juni 2007 wurden die ersten zwei Fälle zur Verhandlung gebracht und wurden von den Militärkommissionen wegen Unzuständigkeit abgewiesen, da die Einstufung als einfache „feindliche Kämpfer“ oder „ungesetzliche Kombattanten“ oder als „Kämpfer in Konflikten“ in den MCA-Vorschriften konstitutiv ist und solche Fälle demnach der Militärgerichtsbarkeit entzogen sein sollen, siehe Entscheidung Hamdan v. Rumsfeld.
In einem weiteren Fall entschied das IV. Bundesappellationsgericht, dass Einwohner der USA im Sinne der Gesamtheit aller ordnungsgemäß ins Land gekommene Personen, seien sie Staatsbürger oder nicht, nicht einfach vom Präsidenten als „feindliche Kämpfer“, „Feinde“ oder „ungesetzliche Kombattanten“ o. ä. benannt werden können, mit der Folge, dass sie für unbestimmte Zeit in Militärgewahrsam genommen werden dürfen und ein bestimmtes Bündel an Gesetzgebung für sie hierdurch anwendbar wird. Als nachträgliche Gesetzgebung sieht es den MCA nicht anwendbar zumindest auf Fälle mit früherem Inlandsbezug. Es hat den Fall an das Bundesbezirksgericht zurückverwiesen, um zu entscheiden ob er aus der Haft zu entlassen ist, vgl. Entscheidung al-Marri gegen Wright.

## Kritik
Nach Ansicht einer Vielzahl von Kritikern steht das Gesetz im Widerspruch zur amerikanischen Verfassung, da es unter anderem das verfassungsmäßige Grundrecht des Einzelnen auf Schutz vor ungerechtfertigter Beschuldigung durch den Staat (writ of Habeas Corpus) außer Kraft setzt. Die Verabschiedung des Gesetzes wurde in weiten Teilen der amerikanischen Öffentlichkeit mit Empörung aufgenommen und vielfach als Verfassungsbruch bezeichnet: So hieß es in einem Kommentar des Fernsehsenders MSNBC, das Gesetz bilde den „Anfang vom Ende Amerikas“ (Beginning of the end of America). Die New York Times schrieb: „Und es [das Gesetz] weicht die Grundpfeiler des Justizsystems auf eine Weise auf, die jeder Amerikaner bedrohlich finden sollte“ (And it chips away at the foundations of the judicial system in ways that all Americans should find threatening).
Nach weitverbreiteter Ansicht, unter anderem von diversen Menschenrechtsorganisationen, sind die nach dem Military Commissions Act erlaubten „speziellen Verhörmethoden“ als Folter zu bewerten. Das Gesetz wird auch vor diesem Hintergrund scharf kritisiert.
Zitate

„So vague are the law’s words that what constitutes „terrorist activity“ and whether it can be used against U. S. citizens remain with the monarchical power of George W. Bush to decide.“

„Der Wortlaut des Gesetzes ist so vage, dass die Definition von „terroristischen Aktivitäten“, und ob sie gegen US-Bürger verwendet werden kann, in der königlichen Entscheidungsbefugnis von George W. Bush bleibt“

„We can expect Bush to continue to exploit 9/11 to strip us of more of our liberties. Our constitutional right to dissent is in serious jeopardy.“

„Es ist zu erwarten, dass Bush den 11. September auch weiterhin dazu missbrauchen wird, uns noch weitere Freiheiten zu nehmen. Unser verfassungsmäßiges Recht auf eine abweichende Meinung ist ernsthaft gefährdet.“

„We have lived as if in a trance. We have lived as people in fear. And now — our rights and our freedoms in peril — we slowly awaken to learn that we have been afraid of the wrong thing. (…) For, on this first full day that the Military Commissions Act is in force, we now face what our ancestors faced, at other times of exaggerated crisis and melodramatic fear-mongering: A government more dangerous to our liberty, than is the enemy it claims to protect us from.“

„Wir haben wie in Trance gelebt. Wir haben gelebt als Volk in Angst. Und nun - da unsere Rechte und Freiheiten in Gefahr sind - erwachen wir langsam um zu erkennen, daß wir uns vor der falschen Sache gefürchtet haben. (…) Denn, an diesem ersten vollen Tag an dem der Military Commissions Act in Kraft ist, stehen wir nun dem gegenüber dem unsere Vorfahren zu anderen Zeiten übertriebener Angstmache gegenüberstanden: Eine Regierung die für unsere Freiheit gefährlicher ist, als der Feind vor dem sie uns zu beschützen vorgibt.“